# Clear Blue Sky
I Clear Blue Sky sono stati un gruppo musicale di rock progressivo britannico.

## Storia
Il gruppo si formò a Londra, con la denominazione Jug Blues), e fu scoperto da Patrick Campbell-Lyons, componente dei Nirvana, che fece firmare loro un contratto con la Vertigo, per cui realizzarono il loro omonimo album di debutto, prodotto da Ashley Kozak e pubblicato anche in Italia.
Il gruppo si sciolse nel 1971, per riformarsi poi negli anni '90 e pubblicare altri due album in studio e un live.
Nel 2003 la casa discografica italiana Akarma ha ristampato il loro primo album in vinile

## Discografia

### Album in studio
- 1970: Clear Blue Sky (Vertigo, 6360 013)
- 1990: Destiny (Saturn)
- 1996: Cosmic Crusader

### Live
- 2001: Out of the Blue